# 景山克三
景山 克三（かげやま かつみ、1920年4月1日 - 2008年9月16日）は、日本の機械工学者、海軍軍人（技術大尉）、日本大学理工学部名誉教授。学位は工学博士。専攻は機械工学。勲三等瑞宝章受章者。

## 来歴
1920年、福岡県八幡市（現北九州市）生まれ。日本大学旧工学部（現・日本大学理工学部）卒業後、大日本帝国海軍技術士官として、航空発動機の製造に従事。戦後、日本大学の機械工学科に戻り、ニ輪車の研究で工学博士を取得（「二輪自動車の動力性能に関する研究」日本大学工学博士1961-3-31）。その後自動車の操縦性•安定性の研究に従事、(社)自動車技術会車両運動性能部門委員会委員長。後に同学会理事。1990年日本大学理工学部定年退職、名誉教授。
1995年、勲三等瑞宝章を受章。2008年9月16日、心不全のため死去。

## 著書
- 景山一郎との共著2001『自動車力学』理工図書
- 1973『オートバイの本---自由のマシンを乗りこなせ』光文社
- 1954『図学及び機械製図』理工図書